# Friterade fläsksvålar

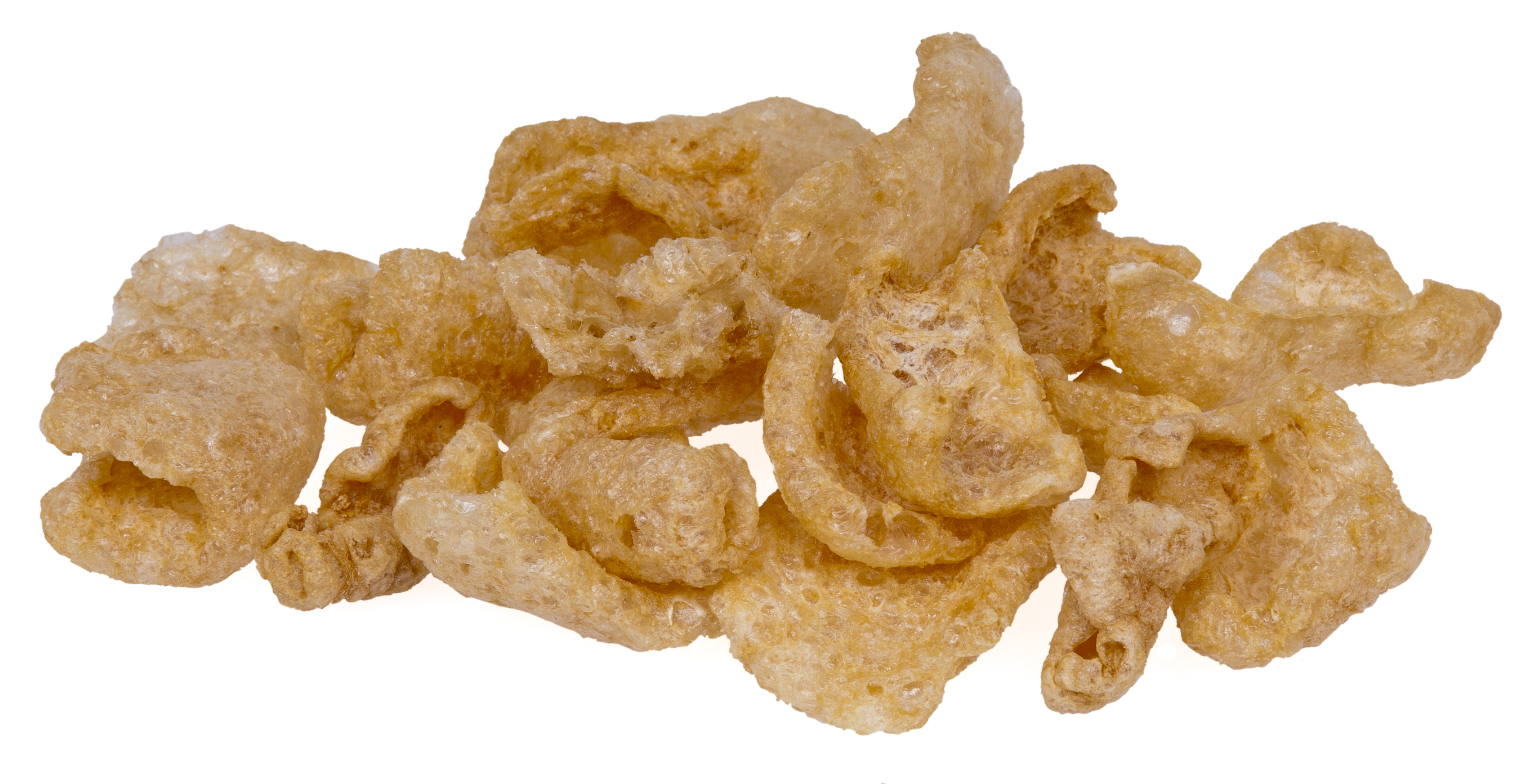
Friterade fläsksvålar.

Friterade fläsksvålar eller flæskesvær är snacks gjorda genom fritering av grissvål. Friterade fläsksvålar är populära tilltugg i många länder där man bedriver grisuppfödning men associeras i Sverige ofta med Danmark där även svål som sitter kvar på köttet påminner om friterade fläsksvålar vid tillagning av 
maträtter som flæskesteg och ribbensteg. Numera säljs friterade fläsksvålar i påsar; tidigare såldes de i strut.

## Ursprung och historia

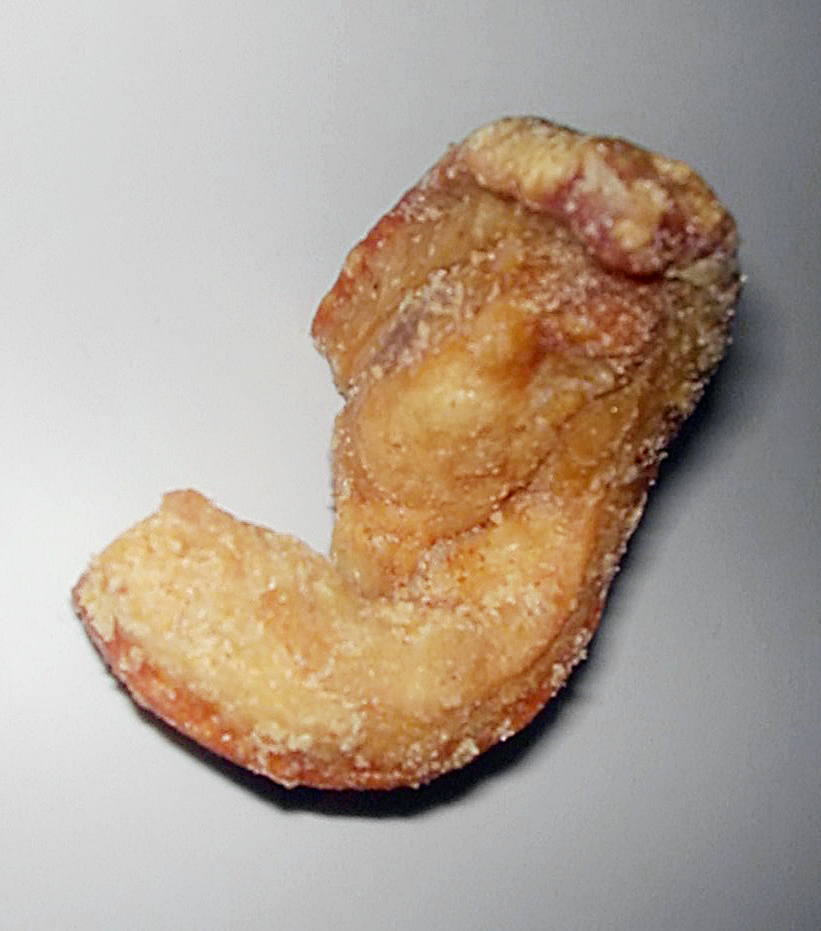
En bit gammaldags flæskesvær.

Friterade fläsksvålar uppkom på 1800-talet, då man önskade ta vara på hela grisens slaktkropp, inklusive svålen och fann en metod, där den annars oätliga svålen kunde kokas och stekas som snack. Receptet verkar vara oförändrat sedan dess.